# Rosa negra

El símbol anarquista de la rosa negra

Les roses negres són símbols que apareixen a la ficció amb molts significats i títols diferents, com ara rosa de vellut negre, màgia negra, barkarole, bellesa negra, Tuscany superb, jade negre i baccara. Les roses comunament anomenades roses negres són tècnicament d'un to molt fosc de vermell, morat o granat. El color d'una rosa es pot aprofundir col·locant una rosa fosca en un gerro d'aigua barrejada amb tinta negra. Altres roses negres es poden ennegrir per altres mètodes com la crema.

## Llenguatge de les flors
En el llenguatge de les flors, les roses tenen molts significats diferents, amb roses negres que simbolitzen específicament idees com l'odi, la mort i la desesperació.

## Anarquisme

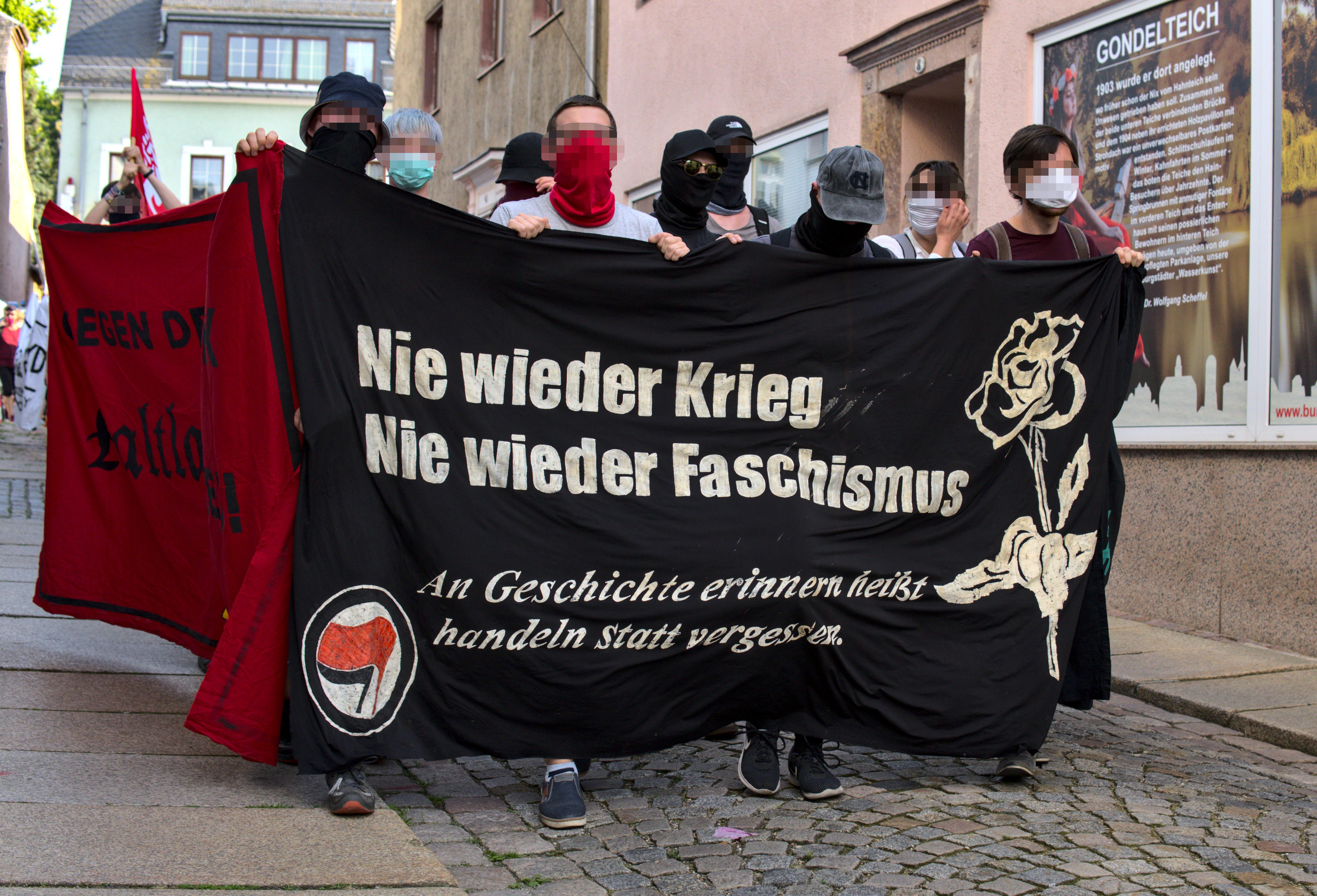
Anarquistes antifeixistes amb rosa negra

Black Rose Books és el nom de l'editorial anarquista de Mont-real i la petita premsa de premsa dirigida pel llibertari-municipalista/anarquista Dimitrios Roussopoulos. Una de les dues llibreries anarquistes de Sydney és Black Rose Books, que existeix amb diverses formes des de 1982.
The Black Rose era el títol d'una respectada revista d'idees anarquistes publicada a l'àrea de Boston durant la dècada de 1970, així com el nom d'una sèrie de conferències anarquistes dirigides per notables socialistes anarquistes i llibertaris (inclosos Murray Bookchin i Noam Chomsky) a la dècada de 1990.
Black Rose Labor és el nom d'una organització política de faccions associada al Partit Laborista del Regne Unit, que es defineix com a Socialista Llibertària.
La Black Rose Anarchist Federation és una organització política que es va fundar el 2014, amb alguns grups locals i regionals als Estats Units.

## A la cultura pop
El simbolisme de moltes obres d'art o de ficció sol ser crear sentiments de misteri, perill, mort o algun tipus d'emoció més fosca com el dolor o l'amor obsessiu.

### Exemples
- A la sèrie Night World, la rosa negra és el símbol dels vampirs fets, a diferència de l'iris negre de làmia (o vampirs nascuts).
- A la sèrie Dragonlance, la rosa negra és el símbol dels cavallers que han traït els seus ideals. El més famós és conegut com a Lord Soth, Cavaller de la Rosa Negra.
- A l'anime de Shōjo Kakumei Utena la rosa negra forma part d'una de les trames de la sèrie i està relacionada amb les passions més profundes com l'enveja, la gelosia i la venjança.
- A Revenge (temporada 2, episodi 18), les roses negres són un símbol de l'amor mort.
- "Black Rose" és el títol de la música de fons d'un nivell a Eternal Darkness: Sanity's Requiem.[6] "Black Rose" és probablement el nom de la mansió encantada del joc.
- A l'episodi de Babylon 5 "Passing Through Gethsemane⁣", es regala una rosa negra a un monjo com a símbol de la mort, i més tard es posa a la boca d'una dona assassinada.
- A American Horror Story: Murder House Tate regala a Velma una rosa negra dient que no li agraden les roses negres.
- Black Rose va ser un senzill d'èxit de la banda de rock Thin Lizzy i va ser el títol d'⁣un àlbum. El cantant i baixista Phil Lynott estava interessat en la mitologia irlandesa i afirma que s'hi va inspirar.
- L'artista Charli XCX va compondre una cançó titulada "Black Roses", que es va incloure al seu àlbum de 2013, True Romance.
- La rosa negra és un article de regal del videojoc Fable. Tot i que la majoria dels NPC s'ofenen si se'ls dona una rosa negra, són necessàries per casar-se amb Lady Grey, una seductora i dolenta noble.
- La Rosa Negra és una organització secreta que ha existit al món de League of Legends (coneguda com a Runeterra) des de fa milers d'anys.
- Al joc de trets en equip en primera persona Team Fortress 2, existeix una arma de ganivet per a la classe Spy que pren el mateix nom de la rosa negra, que es va crear en una promoció creuada amb el joc, Alliance of Valiant Arms.